# Rivière Picard
Pour les articles homonymes, voir Picard (homonymie).
Pour les articles ayant des titres homophones, voir Picart, Piccard, Picquart et Pycard.
La rivière Picard est un cours d'eau qui coule dans le territoire non organisé du Lac-Normand, dans la municipalité régionale de comté de Mékinac, dans la région administrative de la Mauricie, au Québec, au Canada.
La rivière Picard coule entièrement en zone forestière.

## Géographie
La rivière Picard coule à priori vers le nord-ouest dans le territoire non-organisé du Lac-Normand. Sa tête est située dans la Zec du Chapeau-de-Paille, puis il descend dans la Zec du Gros-Brochet. La rivière Picard tire ses eaux des lacs de têtes :
- Lac Bréhaut (altitude 425 m), dans le canton de Bréhaut dans le comté de Saint-Maurice, lequel draine plusieurs petits lacs environnants dont les lacs Jean, Hy, Edna, Bunny ;
- lac Roc-Causacouta (altitude de 426 m) situé dans le canton de Livernois, dans le comté de Champlain. Ce dernier lac de forme effilochée tire ses eaux notamment du lac Heart (altitude de 436 m), situé dans le canton de Picard.

L'embouchure de ces deux rivières coule en parallèle vers le nord-ouest. Ces embouchures se déchargent chacune dans un petit lac (longueur d'un km) doté d'un barrage du côté nord-ouest, situé dans le canton de Livernois, presque à la limite des cantons de Picard et de Potherie. Puis la rivière s'élargit pour former le lac à l'Équerre (altitude de 415 m et longueur de 2,0 km) qui épouse la forme d'un V ouvert vers le nord ; ce dernier lac est situé au sud-ouest du lac du Castor (altitude de 419 m). Puis la rivière Picard poursuit sa course vers le nord-ouest sur 2,5 km, en suivant la limite des cantons de Picard et de Potherie. Puis elle traverse une série de lacs dont le lac Schiller (altitude de 382 m), le lac Serpent (altitude de 382 m) et un petit lac sans nom (altitude de 382 m). Ce petit lac reçoit les eaux du lac Boivin (altitude de 382 m) provenant de l'ouest. Ce dernier draine quelques lacs dont le lac Atenis (altitude de 399 m) du Canton de Potherie.
Le lac sans nom comporte un barrage du côté nord-ouest. De là, la rivière Picard descend vers le nord-est, pour aller recueillir les eaux du ruisseau Limpide, provenant du nord-ouest, dont le lac de tête est le lac du Bourgeon (altitude de 426 m). La distance est de 4,8 km en ligne directe entre l'embouchure du ruisseau Limpide et celle de la rivière Picard.
À partir de l'embouchure du ruisseau Limpide (altitude de 365 m), la rivière Picard poursuit son parcours vers le nord-est dans une petite plaine. Le parcours de la rivière comporte alors plusieurs segments ayant des serpetins prononcés et presque sans dénivellation. La rivière Picard se déverse dans la rivière Vermillon (altitude de 365 m) en aval du lac Cousacouta (altitude de 366 m).
Le bassin versant de la tête de la rivière Picard est situé :
- au sud-ouest de celui du ruisseau du Chapeau-de-Paille lequel va se jeter dans le Petit lac McLaren, puis va se jeter sur la rive gauche de la rivière Livernois ;
- au nord-est du versant de la rivière de la Savane qui se dirige vers le nord pour aller se déverser dans la rivière Vermillon ; et
- au nord-ouest de celui-là Rivière à la Chienne qui descend pour se déverser dans la rivière Matawin.

## Toponymie
Le toponyme rivière Picard se réfère à un patronyme de famille francophone. Ce toponyme a été officialisé le 5 décembre 1968 à la Banque des noms de lieux de la Commission de toponymie du Québec.